# دانیل کوبتسوو
دانیل کوبتسوو (اوکراینی: Даніл Романович Кобцов؛ زادهٔ ۱ مارس ۲۰۰۴) بازیکن فوتبال اهل اوکراین است.